# 李仲美
李仲美（1879年—1953年），名庶琨，字仲美。中国近代历史人物，河南卢氏东湾村（现东明镇西湾子村）人，卢氏农民围城暴动的主要领导者。

## 生平
1879年，李仲美出生在一个没落的封建望族书香门第。学识渊博却拒绝从官；声名显赫却拒绝屈从权贵；家庭富裕却济贫困、疏富贵，李仲美因此在乡民中拥有很大威望。
1923年8月至1924年6月，李仲美被农民拥戴为卢氏农民围城暴动的领导者，李仲美不负众望，凭借过人的胆识和卓越的领导才能带领卢氏人民成功驱逐了盘踞在县城的赵树勋部队。
驱逐赵树勋后，李仲美谦虚谨慎，不染官尘，前往乡间施药行医。他的行医宗旨"给富人看病多要钱，为穷人治病不要钱"至今被人称道。解放战争中，李仲美自费为解放军伤员购药治疗。1953年，李仲美逝世，享年74岁，逝后丧事简单朴素，后人遵照遗嘱将其简葬于生前挖好的小窑中。